# Achour Bin Hayal
Ashour Bin Khayal, parfois romanisé en Bin Hyal, né en septembre 1939 à Derna, Cyrénaïque, Libye, est un diplomate libyen. Après la révolution libyenne de 2011, il devient ministre des Affaires étrangères dans le gouvernement intérimaire.

## Biographie
Dans les années 1960, il est premier secrétaire à l'ambassade de Libye à Rome. Il est ensuite premier secrétaire et conseiller de la mission libyenne auprès des Nations unies à New York, alors que la Libye est membre non-permanent du Conseil de sécurité en 1976 et 1977. Il est également ambassadeur de Libye en Corée du Sud, mais démissionne en 1984 après qu'un homme armé ait tiré de l'ambassade de Libye à Londres, sur une manifestation se déroulant devant le bâtiment, tuant la policière Yvonne Fletcher. Il rejoint ensuite les rangs de la résistance nationale libyenne, puis est nommé secrétaire général adjoint de l'Alliance nationale libyenne dont il devient président en 2005 et plus tard président de la Conférence nationale de l'opposition libyenne. Pendant la révolution de 2011, la Conférence déclare appuyer le Conseil national de transition et lui allouer toutes les ressources possibles.

## Sources
- (en) Cet article est partiellement ou en totalité issu de l’article de Wikipédia en anglais intitulé « Ashour Bin Khayal » (voir la liste des auteurs).